# Slayers - La città dei Golem
Slayers - La città dei Golem (スレイヤーズ ぐれえと?, Sureiyāzu Gurēto) conosciuto anche come Slayers Great è un film d'animazione del 1997 diretto da Hiroshi Watanabe.
La pellicola è tratta dalla serie televisiva Slayers e prodotta da J.C.Staff su commissione di Kadokawa Shoten / Bandai Visual.
L'edizione italiana a cura della Yamato Video è stata pubblicata nel 1999 ed è stata trasmessa per la prima volta in televisione sull'emittente televisiva Man-ga il 17 settembre 2011.

## Trama
Lina e Naga si trovano in una città in cui tutti gli abitanti costruiscono golem e salvano una ragazza (Laia) da uno di essi che era impazzito. Laia è la figlia di un leggendario costruttore di golem, Garia, ritiratosi dall'attività, che due Lord rivali vogliono convincere a fabbricare un esercito di golem per annientare il rivale e conquistare il regno. Garia si invaghisce di Lina e per lei decide di riprendere l'attività, accettando l'offerta di uno dei due Lord che lo assicura che le sue creazioni non saranno mai usate per il male. Stesso discorso per il figlio maggiore del costruttore, Huey, anch'egli abile fabbricante di golem ma di vedute opposte al padre, che decide di costruire un golem con le fattezze di Naga e viene rapidamente contattato dall'altro Lord.
Dato che per far funzionare i golem servono enormi quantità di energia magica, e il tempo a disposizione è poco, Garia e Huey con l'inganno fanno entrare Lina e Naga nei "cuori" dei due golem per poterli fare funzionare. Arriva il grande giorno dello scontro tra i due enormi golem per decidere quale dei due Lord potrà predominare sull'altro e sul regno: mentre il golem-Naga sembra un gigantesco robot antropomorfo, il golem-Lina è un'enorme versione super deformed di lei stessa. La battaglia sembra volgere in favore di Huey e golem-Naga, ma Lina riesce a scappare dal cuore del golem e distrugge il golem-Naga con un Dragon Slave bellicoso dopo aver visto il demenziale aspetto dei due golem), i quali entrano a far parte del servizio reale, mentre merchandising di ogni tipo con le fattezze di golem-Lina vengono prodotti in città.

## Colonna sonora
Sigla di chiusura
- Reflection cantata da Megumi Hayashibara